# 库塔瓦 (肯塔基州)
库塔瓦（英語：Kuttawa），是美国肯塔基州的一座城市。面积约为7平方公里（2.7平方英里）。根据2010年美国人口普查，该市的人口为649人。